# Arash Afshin
Arash Afshin (tiếng Ba Tư: آرش افشین, sinh ngày 21 tháng 1 năm 1990) là một cầu thủ bóng đá người Iran hiện tại thi đấu cho Foolad ở Persian Gulf Pro League. Anh từng thi đấu cho đội tuyển Đội tuyển quốc gia Iran và U-23 Iran.

## Sự nghiệp câu lạc bộ
Afshin bắt đầu sự nghiệp thi đấu tại Foolad. Vào mùa đông năm 2012, anh được liên kết với Lille nhưng vụ chuyển nhượng không thành công. Ngày 1 tháng 7 năm 2013, anh gia nhập Sepahan on a one-year contract. Vào tháng 12 năm 2013, anh kết thúc hợp đồng với Sepahan để gia nhập Foolad một lần nữa.

### Malavan
Sau vấn đề về nghĩa vụ, anh buộc phải đến một câu lạc bộ của quân đội,. Ngày 12 tháng 11 năm 2014, anh ký một bản hợp đồng 2 năm với Malavan của Hải quân Iran.
Ngày 31 tháng 7 năm 2015 trong màn ra mắt cho Malavan, Afshin ghi bàn thắng duy nhất trong chiến thắng 1–0 trước Zob Ahan.
| Thành tích câu lạc bộ | Thành tích câu lạc bộ | Thành tích câu lạc bộ   | Giải vô địch | Giải vô địch | Cúp       | Cúp       | Châu lục | Châu lục  | Tổng cộng | Tổng cộng |
| Mùa giải              | Câu lạc bộ            | Giải vô địch            | Số trận      | Bàn thắng    | Số trận   | Bàn thắng | Số trận  | Bàn thắng | Số trận   | Bàn thắng |
| Iran                  | Iran                  | Iran                    | Giải vô địch | Giải vô địch | Cúp Hazfi | Cúp Hazfi | Châu Á   | Châu Á    | Tổng cộng | Tổng cộng |
| --------------------- | --------------------- | ----------------------- | ------------ | ------------ | --------- | --------- | -------- | --------- | --------- | --------- |
| 2009–10               | Foolad                | Persian Gulf Pro League | 21           | 5            | 1         | 2         | –        | –         | 22        | 7         |
| 2010–11               | Foolad                | Persian Gulf Pro League | 20           | 11           | 3         | 1         | –        | –         | 23        | 14        |
| 2011–12               | Foolad                | Persian Gulf Pro League | 22           | 3            | 3         | 2         | –        | –         | 25        | 5         |
| 2012–13               | Foolad                | Persian Gulf Pro League | 28           | 4            | 0         | 0         | –        | –         | 28        | 4         |
| 2013–14               | Sepahan               | Persian Gulf Pro League | 13           | 1            | 1         | 0         | 0        | 0         | 14        | 1         |
| 2013–14               | Foolad                | Persian Gulf Pro League | 8            | 2            | 2         | 0         | 1        | 0         | 11        | 2         |
| 2014–15               | Foolad                | Persian Gulf Pro League | 0            | 0            | 0         | 0         | 0        | 0         | 0         | 0         |
| 2014–15               | Malavan               | Persian Gulf Pro League | 0            | 0            |           | 0         | –        | –         |           | 0         |
| 2015–16               | Malavan               | Persian Gulf Pro League | 8            | 3            |           | 0         | –        | –         |           | 3         |
| 2016–17               | Esteghlal             | Persian Gulf Pro League | 3            | 0            | 1         | 0         | 0        | 0         | 4         | 0         |
| Tổng cộng sự nghiệp   | Tổng cộng sự nghiệp   | Tổng cộng sự nghiệp     | 123          | 29           | 11        | 5         | 1        | 0         | 135       | 34        |

| Mùa giải | Đội bóng | Kiến tạo |
| -------- | -------- | -------- |
| 09/10    | Foolad   | 4        |
| 10/11    | Foolad   | 3        |
| 11/12    | Foolad   | 1        |
| 12/13    | Foolad   | 4        |
| 13/14    | Sepahan  | 1        |

## Sự nghiệp quốc tế
Sau màn trình diễn tốt với U-23 Iran ở Đại hội Thể thao châu Á 2010 và ở Foolad anh thuyết phục được Afshin Ghotbi gia nhập Team Melli.
Ngày 2 tháng 1 năm 2011, Afshin được triệu tập vào Iran thi đấu giao hữu với Angola và có màn ra mắt.
Anh cũng là một trong các cầu thủ Iran tham dự Cúp bóng đá châu Á 2011.

### Bàn thắng quốc tế
Tỉ số và kết quả liệt kê bàn thắng của Iran trước.
| # | Ngày                | Địa điểm                    | Đối thủ | Tỉ số | Kết quả | Giải đấu                |
| - | ------------------- | --------------------------- | ------- | ----- | ------- | ----------------------- |
| 1 | 19 tháng 1 năm 2011 | Sân vận động Qatar SC, Doha | UAE     | 1–0   | 3–0     | Cúp bóng đá châu Á 2011 |

## Danh hiệu
Foolad
- Iran Pro League (1): 2013–14

## Đời sống cá nhân
He is currently Student of Civil Engineering at Islamic Azad University Ramhormoz Branch.